# Nathan Söderblom
Lars Olof Jonathan Söderblom (15. ledna 1866 Trönö – 12. července 1931 Uppsala) byl švédský evangelický teolog a religionista, arcibiskup v Uppsale a nositel Nobelovy ceny míru. Byl představitelem moderní protestantské teologie a zabýval se dějinami náboženství se zaměřením na mazdaismus a staroíránské náboženství.

## Život

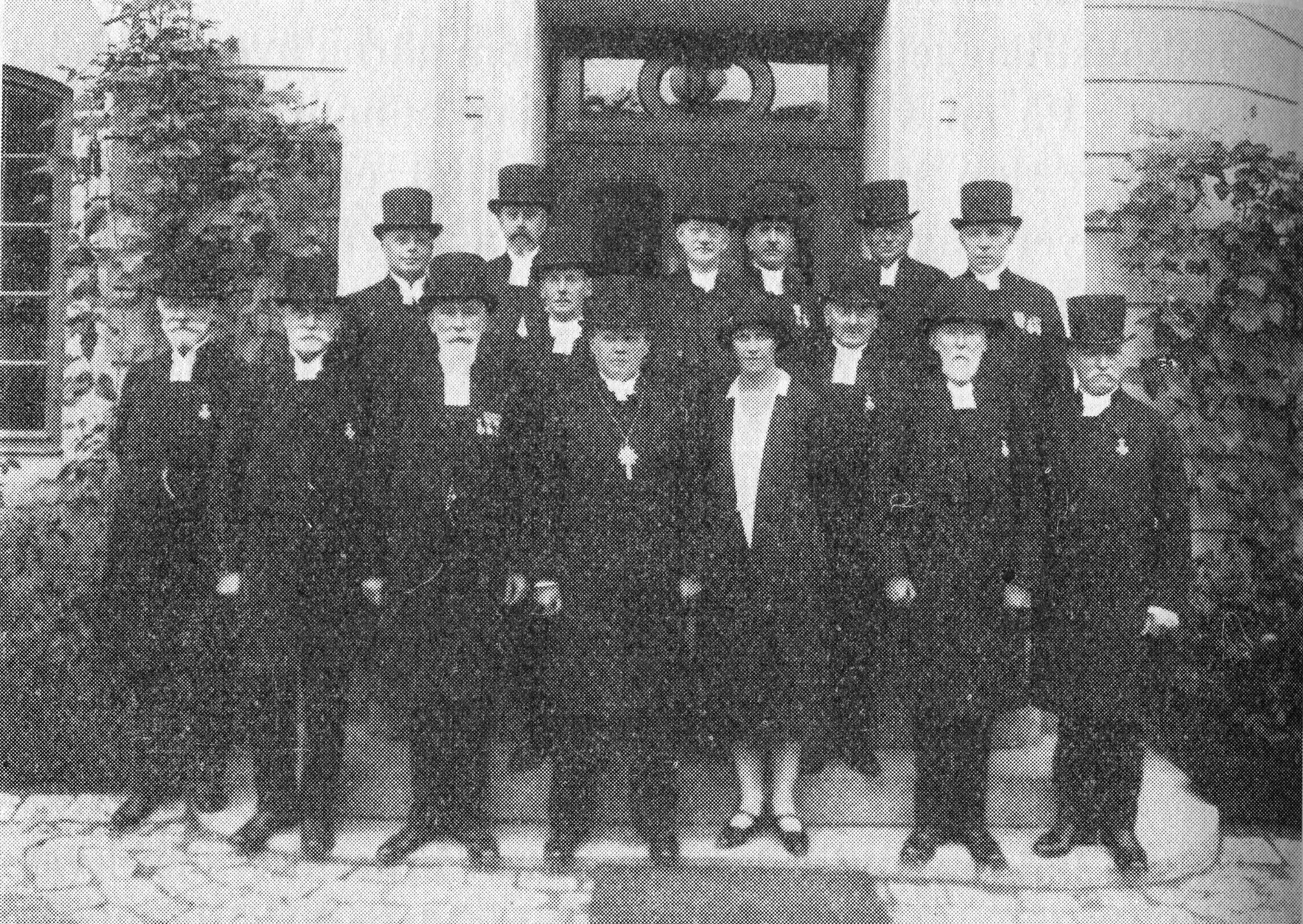
Nathan Söderblom při udílení doktorátů (spodní řada uprostřed)

Narodil se v Trönö. Jeho otec byl evangelickým duchovním. Když ukončil střední školu, začal navštěvovat roku 1883 univerzitu v Uppsale. Tři roky na to zde ukončil studium filozofie a roku 1892 dovršil studium teologie. Jakmile opustil školu, byl vysvěcen na luteránského kněze. Od roku 1894 pracoval na švédském velvyslanectví v Paříži, kde dále studoval. Ve Francii se potkal s protestantem Augustem Sabatierem, který měl na Söderbloma značný vliv.
Roku 1901 završil své studium rigorózní prací o mazdaistických představách eschatologie. Díky této práci byl ještě téhož roku povolán zpět do Uppsaly na tamější univerzitu, aby učil coby profesor dějin náboženství na speciální katedře tzv. teologické propedeutiky.
V roce 1912 mu bylo nabídnuto místo profesora dějin náboženství na Lipské univerzitě. Söderblom tuto nabídku přijal a rok na to zde vydal své nejvýznamnější religionistické dílo Natürliche Theologie und allgemeine Religionsgeschichte.
Roku 1914 je jmenován arcibiskupem v Uppsale, tudíž na univerzitě končí. Roku 1930 dostává Nobelovu cenu míru a o rok později umírá.

## Typologická metoda
Söderblomova šíře zájmu o náboženství byl velmi rozsáhlý, avšak nejvíce vynikal znalostmi z oblasti mazdaismu. Je také autorem vlastní verze o původu náboženství, kterou vidí ve třech na sobě nezávislých prvcích:
- pojem duše, tedy animismus
- pojem síly, tedy dynamismus
- pojem „nejvyšší bytosti“ (A. Lang a W. Schmidt)

Toto jsou tři možnosti, jak poznat existenci boha. Söderblom dále rozeznává tři typy náboženství:
- národní náboženství
- mysticismus nekonečna
- prorocké zjevení

## Teologie a církev

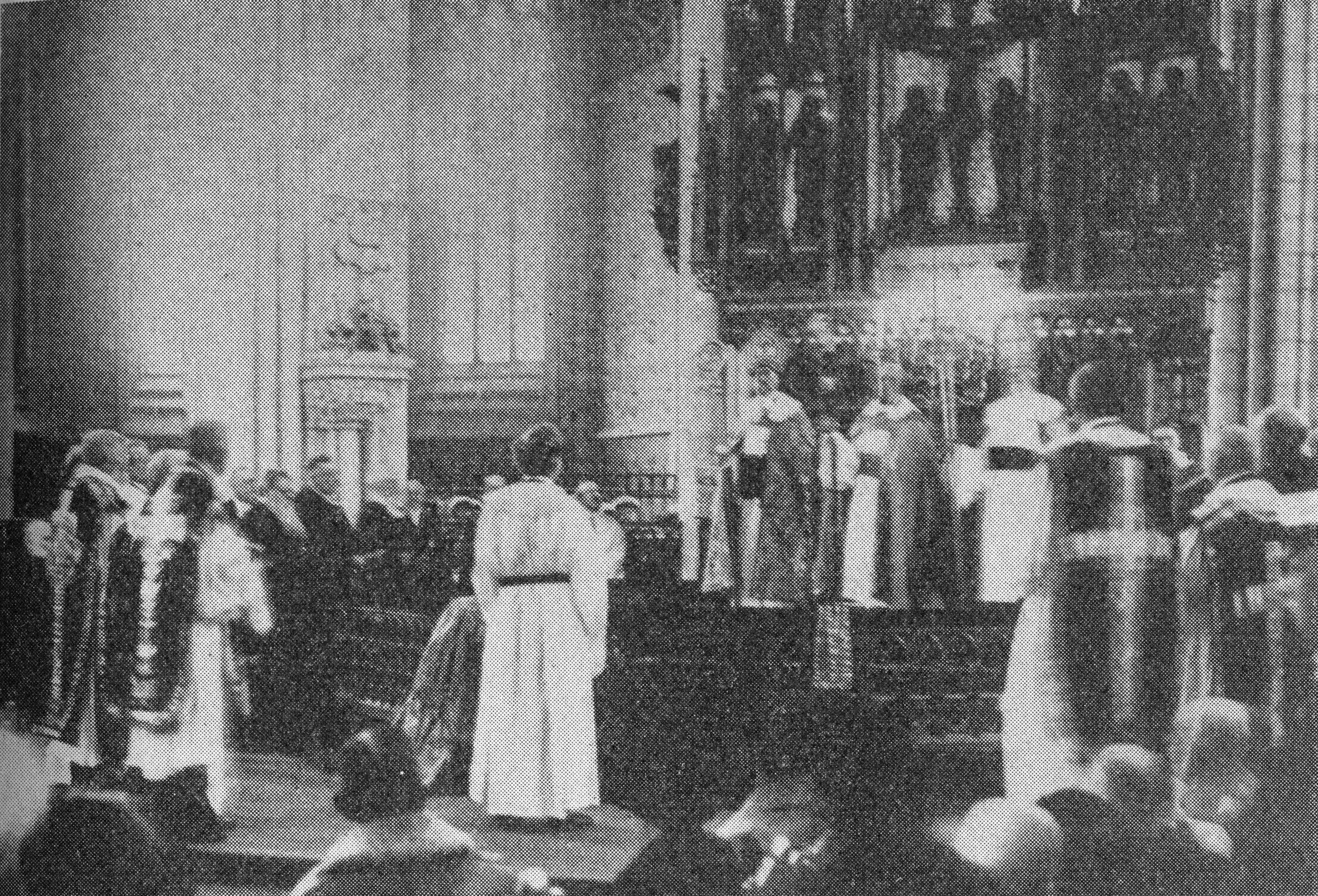
Biskupské svěcení N. Söderbloma ve švédské luterské církvi

Söderblom byl velkým znalcem a propagátorem ekumenismu a stoupencem teologického směru „evangelické katolicity“. Jako uppsalský arcibiskup r. 1928 instaloval slovenské evangelické biskupy Juraja Janošku a Dušana Fajnora.

## Vyznamenání

### Švédská vyznamenání
- rytíř Řádu polární hvězdy – 1910[1]
- komtur velkokříže Řádu polární hvězdy – 6. června 1919[2]
- rytíř Řádu Serafínů – 6. června 1926[3]

### Zahraniční vyznamenání
- rytíř Řádu čestné legie – Francie, 1905[4]
- rytíř Řádu svatého Olafa – Norsko, 1905[4]
- velkokříž Řádu bílé růže – Finsko, 1921[5]
- velkokříž Řádu Dannebrog – Dánsko, 1925[6]
- velkokříž Řádu Spasitele – Řecké království, 1925[6]
- velkokříž Řádu etiopské hvězdy – Etiopské císařství, 1931[7]
- velkokříž Řádu tří hvězd – Lotyšsko, 1931[7]
- velkokříž Řádu svatého Olafa – 1931[7]